# Christiaan van Sleeswijk-Holstein-Sonderburg-Augustenburg (1831-1917)

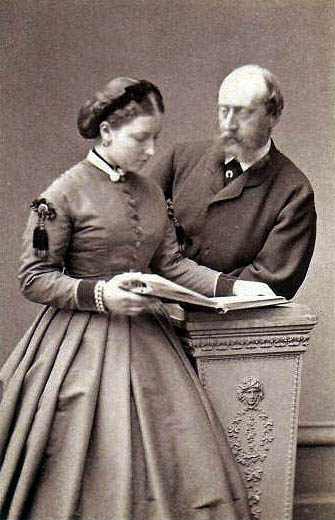
Prins Christiaan met zijn vrouw, prinses Helena als jongetrouwd koppel

Frederik Christiaan Karel August van Sleeswijk-Holstein-Sonderburg-Augustenburg (Augustenborg (Denemarken), 22 januari 1831 – Londen (Engeland), 28 oktober 1917), prins van Sleeswijk-Holstein-Sonderburg-Augustenburg, was als schoonzoon van koningin Victoria van het Verenigd Koninkrijk lid van het Brits koninklijke huis. Hij was getrouwd met prinses Helena, de derde dochter van koningin Victoria.
Prins Christiaan werd geboren te Augustenborg als de derde zoon van hertog Christiaan van Sleeswijk-Holstein-Sonderburg-Augustenburg en diens echtgenote, gravin Lovisa-Sophie Daneskjold-Samsöe. Zijn familie was betrokken bij de Sleeswijk-Holsteinse kwestie, waardoor de Eerste Duits-Deense Oorlog (1848-1852) ontstond. Prins Christiaan diende in 1852 korte tijd in deze oorlog, totdat zijn familie werd verslagen en werd gedwongen te vluchten. Na de oorlog ging prins Christiaan naar de Universiteit van Bonn, waar hij bevriend raakte met kroonprins Frederik Willem, de latere keizer van het Duitse Rijk.
Toen Christiaan in september 1865 Coburg bezocht, ontmoette hij prinses Helena, de derde dochter van koningin Victoria. De twee werden verliefd en verloofden zich in december van dat jaar. Koningin Victoria gaf toestemming voor het huwelijk op voorwaarde dat het paar in Engeland zou gaan wonen. Christiaan en Helena trouwden op 5 juli 1866 in de privé-kapel van Windsor Castle. Zeven dagen voor het huwelijk schonk de koningin haar toekomstige schoonzoon het predicaat “Koninklijke Hoogheid”. Dit was echter alleen in Engeland geldig en niet in Duitsland, waar Christiaan nog altijd het predicaat “Doorluchtige Hoogheid” droeg. Christiaan en Helena woonden eerst in Frogmore House op het landgoed van Windsor Castle en later in Cumberland Lodge in Windsor Great Park. 
Koningin Victoria stelde prins Christiaan aan als Ridder in de Orde van de Kousenband en als lid van de Privy Council (een adviesraad van de koningin). Christiaan werd in 1877 de persoonlijke adjudant van de koningin. In juli 1866 werd hij generaal-majoor in het Britse leger en hij werd in augustus 1874 gepromoveerd tot luitenant-generaal en in oktober 1877 tot generaal. Vanaf 1869 tot aan zijn dood was Christiaan erekolonel van het eerste vrijwilligersbataljon in het Koninklijke Berkshire Regiment. Prins Christiaan heeft echter nooit tijdens een veldslag aan het hoofd gestaan van troepen.

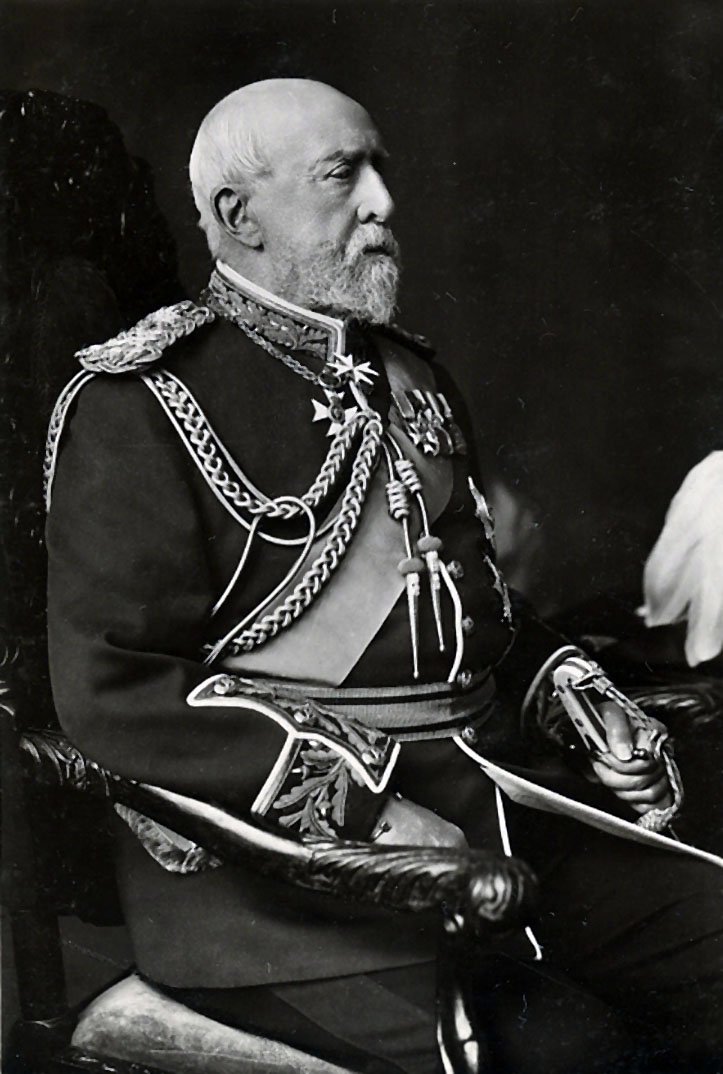
Prins Christiaan op latere leeftijd

Prins Christiaan stierf in 1917 op 86-jarige leeftijd te Londen. Hij werd begraven op de koninklijke begraafplaats in Windsor Great Park.

## Kinderen
Christiaan en Helena kregen zes kinderen:
- Christiaan Victor (1867-1900), op 33-jarige leeftijd gestorven tijdens de Boerenoorlog
- Albert (1869-1931)
- Helena Victoria (1870-1948)
- Marie Louise (1872-1956)
- Harald (12 mei-20 mei 1876)
- Een naamloze, doodgeboren zoon (17 mei 1877)